# Eidsvoll 1814s

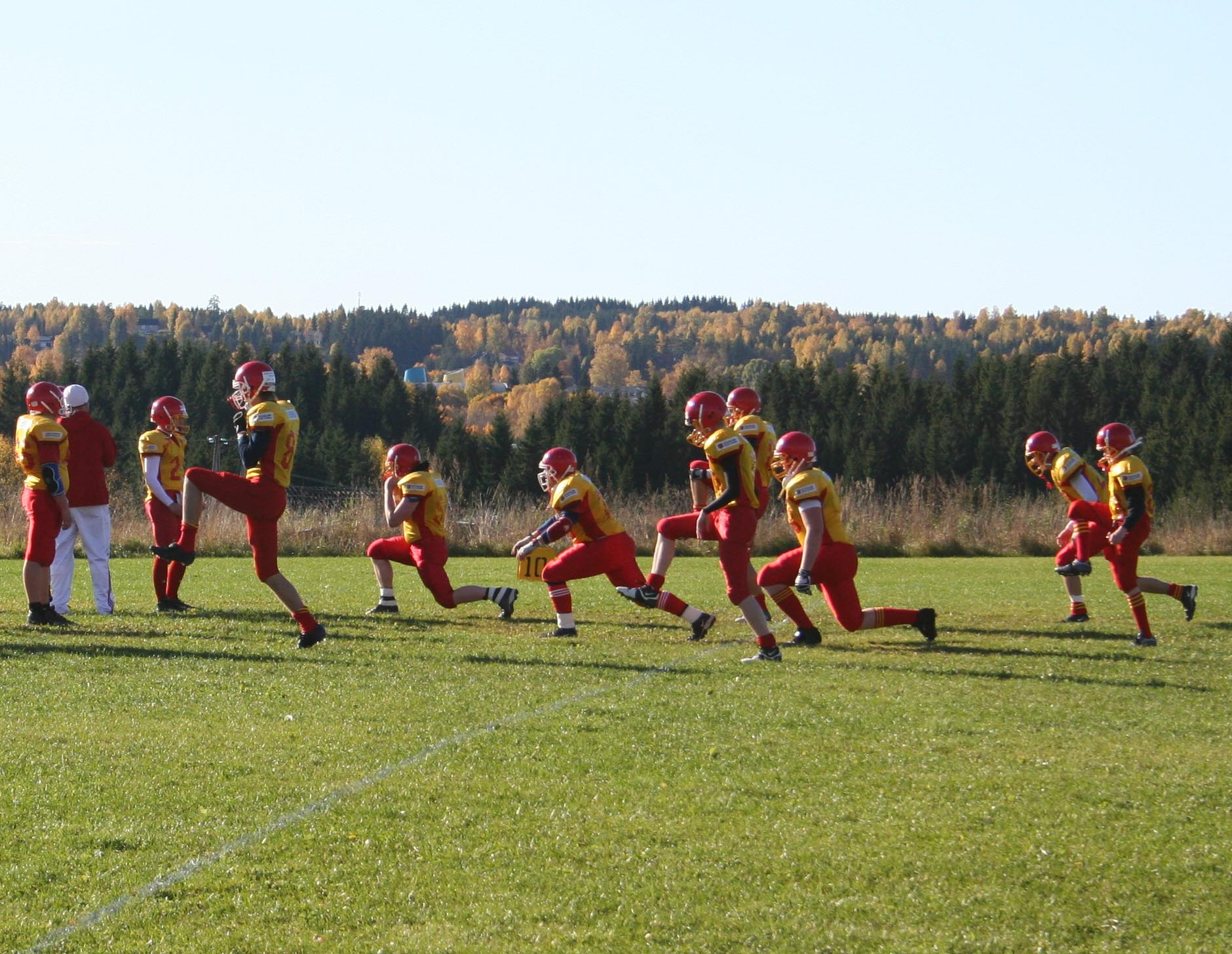
Photographie de 2006 d'un entraînement du club.

Eidsvoll 1814s est un club norvégien de football américain basé à Eidsvoll, dans la banlieue d'Oslo. Ce club dont le surnom fait référence à l'année 1814, date de rédaction de la constitution norvégienne à Eidsvoll, fut fondé en 1995.

## Palmarès
- Championnat de Norvège
  - Champion : 2001, 2004, 2005 et 2006
  - Vice-champion : 1999, 2000 et 2003
- EFAF cup
  - Finaliste : 2006